# Paludititan nalatzensis
Paludititan (il cui nome significa "titano di palude") è un genere estinto di dinosauro sauropode titanosauro vissuto nel Cretaceo superiore, circa 70 milioni di anni fa (Maastrichtiano, e i suoi resti fossili sono stati ritrovati in Romania, che all'epoca rappresentava l'Isola di Haţeg.

## Descrizione

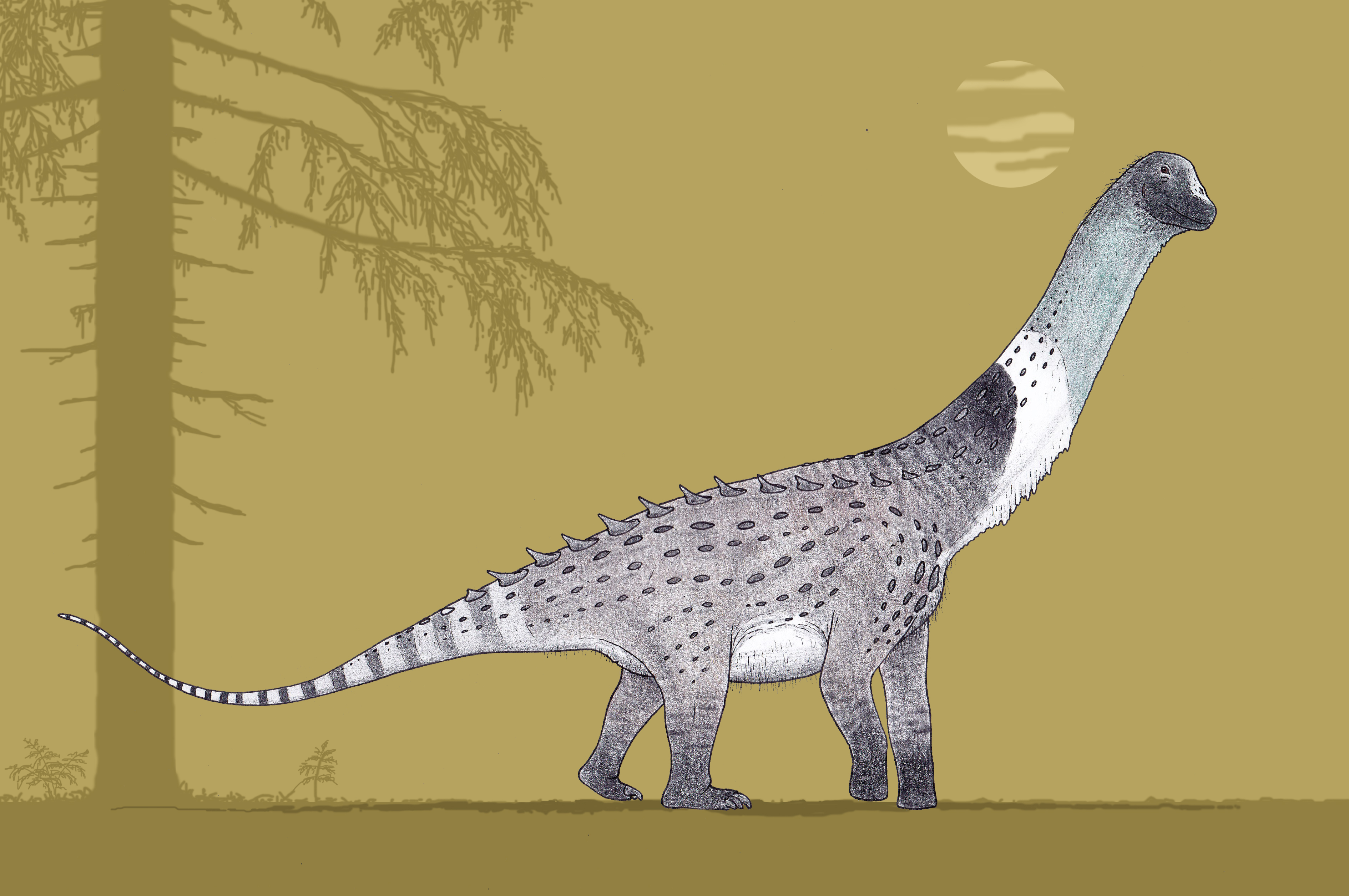
Ricostruzione artistica

Il Paludititan era un piccolo sauropode titanosauro, con un'altezza al garrese di circa 2 metri (6 piedi e 7 pollici). Gregory S. Paul nel 2016, stimò la lunghezza di Magyarosaurus e di Paludititan, da lui considerato lo stesso genere, a 6 metri (19,6 piedi) di lunghezza per il peso di una tonnellata.
I resti fossili di Paludititan mostrano almeno quattro caratteristiche uniche, autapomorfie, che dimostrano che l'animale è una specie distinta da altri titanosauri comparabili. Nella vertebre posteriori della schiena, la parte superiore della lamina centrodiapophysealis anteriore, la cresta anteriore sul lato inferiore del processo laterale, è obliquamente curvata sul davanti e sopra mentre corre parallela all'inizio della lamina posteriore centrodiapophysealis, sulla cresta posteriori, invece di toccarla.

## Classificazione
Fin dalla sua scoperta il Paludititan è stato identificato come appartenente a Titanosauria. Più precisamente, si è considera un probabile membro dei Lithostrotia. Un'analisi cladistica ha suggerito che l'animale sia un sister taxon del sudamericano Epachthosaurus.

## Storia della scoperta
Nel 2002, una spedizione belga-rumena scoprì lo scheletro di un sauropode nel letto del fiume Râul Mare, a Nǎlaţ-Vad. Ciò che scoprirono era lo scheletro di sauropode più completo mai scoperto in Romania. Nel 2010, venne descritta la specie tipo Paludititan nalatzensis nominata e descritta da Zoltán Csiki, Vlad Codrea, Cǎtǎlin Jipa-Murzea e Pascal Godefroit. Il nome generico, Paludititan deriva dal latino Palus ossia "palude" e dal termine greco titan ossia "titano". Il nome specifico, nalatzensis si riferisce al luogo del ritrovamento, ossia Nǎlaţ-Vad.
L'olotipo, UBB NVM1, è stato trovato nel bacino di Haţeg, in un'aggregazione rocciosa siltite della Formazione Sânpetru, risalente agli inizi del Maastrichtiano. L'olotipo si compone di uno scheletro parziale a cui manca il cranio. Lo scheletro contiene tre vertebre dorsali, almeno nove vertebre caudali, dodici chevron, la metà destra del bacino, l'ischio sinistro, l'estremità inferiore del femore destro e due artigli delle zampe. I resti erano disarticolati tra di loro, ma data la stretta associazione tra di loro è probabile che rappresentino un singolo individuo.
Alcuni degli autori che descrissero il Paludititan considerato la possibilità che lo scheletro potrebbe in realtà appartenere ad un esemplare di Magyarosaurus, un altro sauropode titanosauro che condivideva lo stesso habitat di Paludititan. I resti difatti se sovrapposti erano identici. D'altra parte, nessuno dei due mostrano alcune caratteristiche uniche condivise, sinapomorfie, inoltre il Magyarosaurus è noto da una posizione diversa. Pertanto è giustificabile tenere i due generi separati, in attesa di ulteriori scoperte.

## Paleoecologia
Il Paludititan visse nel Cretaceo superiore sull'Isola di Haţeg, dove condivideva il suo habitat con un assemblaggio eterogeneo di animali, alcuni dei quali (Paludititan compreso) erano affetti da nanismo insulare come Magyarosaurus, l'hadrosauride Telmatosaurus e l'iguanodonte Zalmoxes. Altri dinosauri endemici dell'isola era il nodosauride Struthiosaurus, e alcuni piccoli alvarezsauridi come Bradycneme, Elopteryx e Heptasteornis, e l'avialae Balaur. Il predatore dominante dell'ecosistema dell'isola era il gigantesco pterosauro azhdarchide Hatzegopteryx.